# This Christmas (brano musicale Kim Tae-yeon)
This Christmas è un singolo della cantante sudcoreana Kim Tae-yeon, pubblicato il 12 dicembre 2017 come estratto del terzo EP This Christmas: Winter is Coming.

## Classifiche
| Classifica (2017) | Posizione massima |
| ----------------- | ----------------- |
| Corea del Sud     | 2                 |